# Juan Nepomuceno Pascual de Bonanza Roca de Togores
Juan Nepomuceno Pascual de Bonanza Roca de Togores (Alacant, 5 de gener de 1803 - 4 d'agost de 1882) fou un aristòcrata i polític valencià, alcalde d'Alacant i president de la Diputació d'Alacant durant els primers anys de la restauració borbònica.
Fill de Miguel Pascual de Bonanza y Vergara, pertanyia a una família benestant, i el 1837 es casà amb Josefa Pascual del Pobil Estellés. Era membre del Partit Moderat i en 1843 fou nomenat major de cavalleria de la Milícia Nacional. En 1866 va substituir com a alcalde d'Alacant el seu germà Miguel Mariano Pascual de Bonanza Roca de Togores, i ocupà el càrrec fins 1867. Després de la revolució de 1868 va quedar relegat durant tot el Sexenni Democràtic. Quan es va produir la restauració borbònica es va unir al Partit Conservador i en 1875 fou nomenat pel rei breument alcalde i president de la Diputació. En 1877 formà part del nucli fundador de la Caixa d'Estalvis d'Alacant juntament amb Eleuterio Maisonnave Cutayar, tot i que no hi va ocupar cap càrrec directiu.